# Chiesa dei Santi Andrea e Lorenzo
La chiesa dei Santi Andrea e Lorenzo è un edificio sacro situato a Monteguidi, nel comune di Casole d'Elsa.

## Storia e descrizione
Dell'originario edificio romanico resta ben poco: un arco in pietra e mattoni, incorniciato da una decorazione in cotto e un portale laterale, che conserva due mensole a sostegno dell'architrave coronato da una lunetta bicroma.
All'interno si possono apprezzare alcune pregevoli opere di ambito senese, come la trecentesca Madonna col Bambino riferita alla bottega di Niccolò di Segna; una lacunosa Visitazione, opera di bottega di Andrea Neroni detto il Riccio, proveniente dall'altare della Compagnia della visitazione, e la Madonna del Rosario, opera di Alessandro Casolani degli inizi degli anni Novanta del Cinquecento, priva della predella con i Misteri del rosario, ora nel Museo della collegiata di Casole.